# Нагасима, Хидэюки
Хидэюки Нагасима (яп. 長島偉之 Нагасима Хидэюки, р. 27 мая 1953 года) — японский борец вольного стиля, призёр Олимпийских игр.

## Биография
Родился в 1953 году в Асикага префектуры Тотиги. В 1983 году занял 11-е место на чемпионате мира. В 1984 году завоевал серебряную медаль Олимпийских игр в Лос-Анджелесе.